# Léon-Paul Fargue
Léon-Paul Fargue (Parigi, 4 marzo 1876 – Parigi, 24 novembre 1947) è stato un poeta e saggista francese.

## Biografia

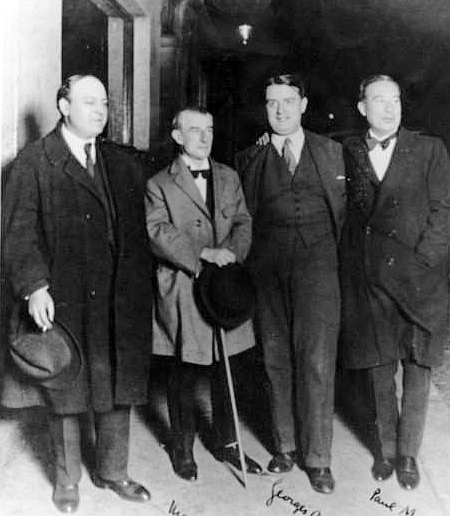
Léon-Paul Fargue, Maurice Ravel, Georges Auric, Paul Morand

Figlio naturale di un ingegnere e di una sartina, fu riconosciuto dal padre più tardi, quando ormai aveva 16 anni, circostanza che influì sulla sua crescita dettandogli un carattere malinconico e acuta sensibilità.
Dopo gli studi al liceo Janson-de-Sailly, dove ebbe tra i professori Stéphane Mallarmé, si spostò, dopo il diploma, al Lycée Henri-IV per specializzarsi proprio mentre vi insegnarono Alfred Jarry e Albert Thibaudet. Appassionato di pianoforte e poesia, deluse quindi la famiglia che s'aspettava frequentasse l'"École normale supérieure", dedicandosi alla letteratura. Frequentò quindi, grazie a Henri de Régnier, i salotti letterari del tempo, conoscendo Paul Valéry, Marcel Schwob, Paul Claudel, André Gide, ma anche i musicisti Claude Debussy, e Maurice Ravel che più tardi metterà in musica la sua poesia Rêve (1929). Anche Erik Satie e Georges Auric comporranno intorno a suoi testi, e inoltre Fargue partecipò al gruppo de Les Apaches.
I primi testi pubblicati risalgono al 1894, sulle riviste "L'art littéraire" e "Pan", a cui seguirono Tancrède (1895), Poèmes (1912) e Pour la musique (1914).
Intanto con Valery Larbaud e Valéry partecipò anche alla rivista "Commerce" (1924-1932) di Marguerite Caetani.
Si espresse perlopiù in verso libero, con un sentimento di tenerezza malinconica alle spalle e scelta di argomenti semplici e a volte spiritosi (per questo è stato paragonato a volte al fotografo Robert Doisneau), a volte onirici (come in Vulturne, 1928) o nostalgici. Parigino innamorato della sua città (vedi D'après Paris, 1932 o Le Piéton de Paris, 1939), ha scritto anche sul tema della solitudine e dell'alcolismo (Haute solitude, 1941).
Ha fatto anche una cronaca in prosa della società urbana del suo tempo (come in Refuges, in Déjeuners de soleil, 1942 o in La lanterne magique, 1944), collaborando anche al settimanale "Littérarie" de Le Figaro e alla casa editrice di Gaston Gallimard.
Nel 1943 fu colpito da paralisi, morendo dopo quattro anni a Montparnasse, nella casa della moglie, la pittrice Cherian, e senza aver mai smesso di scrivere.
È stato membro dell'Académie Mallarmé dalla sua fondazione nel 1937.

## Opere

### Poesie
- Poèmes (primo quaderno), Nancy, Royer, 1907
- Tancrède, Saint-Pourçain-sur-Soule, 1911
- Poëmes, Paris, NRF-Marcel Rivière & Cie, 1912
- Pour la musique, Paris, NRF, 1914
- Poëmes, suivis de Pour la musique, Paris, NRF, 1919
- Banalité, Paris, NRF, 1928; 1930 con fotografie di Roger Parry
- Vulturne, Paris, NRF, 1928
- Suite familière, Paris, Émile-Paul, 1928; Paris, NRF, 1929
- Sur un piano bord, Paris, NRF, 1928
- Épaisseurs, Paris, NRF, 1928
- Sous la lampe, Paris, NRF, 1929
- Espaces, Paris, NRF, 1929
- Ludions Paris, J.-O. Fourcade, 1930
- D'après Paris, Paris, Librairie de France, 1931; Paris, NRF, 1932
- Haute solitude, Paris, Émile-Paul, 1941
- Pour la musique, Tancrède, suivi de Ludions, Paris, Gallimard, 1943
- Poésies, Paris, Gallimard, 1963, con prefazione di Saint-John Perse
- Poesies, Paris, Gallimard, 1967, con prefazione di Henri Thomas
- Epaisseurs suivi de Vulturne, Paris, Gallimard, 1971, con prefazione di Jacques Borel

### Prose
- Le Piéton de Paris, Paris, Gallimard, 1939
- Déjeuners de soleil, Paris, Gallimard, 1942
- Refuges, Paris, Émile-Paul, 1942
- Lanterne magique, Marseille, Robert Laffont, 1944; Paris, Seghers, 1982
- Composite, Paris, O.C.I.A., 1944 (con André Beucler)
- Méandres, Genève, Milieu du monde, 1946
- Poisons, Paris, Daragnès, 1946
- Portraits de famille, Paris, Janin, 1947
- Hernando de Bengoechea ou l'âme d'un poète, Paris, Amiot-Dumont, 1948
- Etc..., Genève, Milieu du monde, 1949
- Maurice Ravel, Paris, Domat, 1949
- Dans les rues de Paris au temps des fiacres, Paris, Les éditions du chêne, 1950
- Les 20 arrondissements de Paris, Lausanne, Vineta, 1951 (con fotografie di Laure-Albin Guillot)
- Dîners de lune, Paris, Gallimard, 1952
- Pour la peinture, Paris, Gallimard, 1955
- Les grandes heures du Louvre, Paris, Les deux Sirènes, 1948
- Les pietons de Paris suivi de D'apres Paris, Paris, Gallimard, 1982; 2000

### Lettere
- Claudine Chonez, Léon-Paul Fargue: une étude, Paris, Seghers, 1959 (contiene lettere inedite)
- Valery Larbaud e Léon-Paul Fargue, Correspondance 1910-1946, a cura di Théophile Alajouanine, Paris, Gallimard, 1971

### Traduzioni italiane
- Poesie, 1886-1933, introduzione e trad. di Luciana Frezza, Torino, Einaudi, 1981
- Music-Hall, con uno scritto di Philippe Soupault e illustrazioni di Luc-Albert Moreau, a cura e con una postfazione di Marco Dotti, Milano, Medusa, 2008

### Studi
- (FR)  J.-P. Goucion, Léon-Paul Fargue poète et piéton de Paris, Paris, Gallimard, 1997